# Ancylorhynchus plecioides
Ancylorhynchus plecioides là một loài ruồi trong họ Asilidae. Ancylorhynchus plecioides được Meijere miêu tả năm 1913. Loài này phân bố ở miền Australasia.